# Skladatelj
Skladátelj je ustvarjalec na področju glasbe: komponira glasbena dela, skladbe.